# Miskolc–Bánréve–Ózd-vasútvonal
A Borsod-Abaúj-Zemplén vármegyében fekvő Miskolc–Bánréve–Ózd-vasútvonal a MÁV 92-es számú, Sajószentpéterig kétvágányú és Kazincbarcikáig villamosított, tovább egyvágányú, nem villamosított vasútvonala.

## Története
A mellékvonali jellegűnek épített vasútvonalat a MÁV építette két szakaszban. A Miskolc és Bánréve közötti, a Sajó folyó völgyében futó 45,5 km hosszú első szakaszt 1871. június 13-án nyitották meg. A felépítményt 23,6 kg/fm tömegű, „e” jelű vassínekből építették.
A mai vasút elődjét, az Bánréve–Ózd–Borsodnádasd közti ipari vasutat Bánrévétől, mint MÁV mellékvonalat, a Rima-Murányvölgyi Vasmű Egylet építette saját kivitelezésben, 1000 mm nyomtávolságú vasútvonalként. A Bánréve és Ózd közötti 11 km-es vonalszakaszt 1872. november 1-jén adták át a forgalomnak. A felépítményt a Rimamurányvölgyi Vasműben gyártott 14 kg/fm tömegű sínekből fektették. A Sajó felett 15 nyílású, 84 m hosszú faszerkezetű hidat, a Hangony-patak felett öt nyílású, 24,75 m hosszú, ugyancsak faszerkezetű hidat építettek. A mellékvonalat Ózd és Nádasd (mai nevén Borsodnádasd) között egy 16 km hosszú iparvágánnyal egészítették ki, amelyet 1873. március 10-én helyeztek üzembe.
A keskeny nyomtávolságú Bánréve–Ózd vasútvonalat az első világháború alatt elsőrangúsították. 1914-1919 között  erősítették meg a felépítményt, egyben normál nyomtávolságúra építették át. Ózd és Borsodnádasd között a nyomtávolság maradt 1000 mm, így ez a vonalrész különálló iparvasútként üzemelt tovább a megszűnéséig. A trianoni békeszerződéssel a csehszlovák-magyar határt Bánréve felett húzták meg, így alakult ki a Miskolc-Bánréve-Ózd vonal, bánrévei irányváltással, amely a mai napig is fennmaradt. Korábban létezett egy Bánrévét Ózd felé elkerülő deltaág, valamint a csehszlovák határon Abafalva felé haladó deltaág, azonban mindkettőt elbontották idővel: előbbit azért, hogy minden vonatnak be kelljen menni Bánrévére, és ezáltal a Miskolc és Ózd közötti menetidő kb. 10 perccel hosszabb legyen, utóbbi helyett pedig a csehszlovák vasút épített a saját területén pályát Sajólénártfalva felől, hogy ne kelljen átjárni a szerelvényeivel Magyarországra.

## Közelmúlt
A vasútvonalat Sajóecsegig 1971-ben, Kazincbarcikáig 1983-ban villamosították. A villamosítás ellenére a vonal biztosítóberendezései elavultak, a vonatforgalmat alakjelzők szabályozzák, sok útátjáró biztosítása teljes sorompóval történik. 1995-1997 között Miskolctól Bánrévéig 54 kg/fm súlyú sínszálakkal újították fel a vasúti pályát, azóta 100 km/h az engedélyezett sebesség. Bánréve és Ózd között a használt sínek beépítése után emelték 40-ről 80 km/h-ra a pályasebességet.

## Forgalom
Az ütemes menetrendben közlekedő személyvonatokat Kazincbarcikáig 2015 óta BDVmot motorvonatok továbbítják, korábban MÁV V43-as villanymozdonyok közlekedtek. Kazincbarcika és Ózd között pedig Bzmot motorvonatok közlekedtek. Jelenleg napközben közvetlen vonatok közlekednek Miskolcról Ózdra. Ezeken a meneteken korábban MÁV M41-es ingavonatok jártak Bhv kocsikkal, amiket Bzmot motorvonatok váltottak le. A 2010-2011 évi menetrend bevezetéséig InterPici vonatok is közlekedtek. Szirmabesenyőn csak a Tornanádaska felé, Sajókeresztúrban pedig csak a Kazincbarcika irányú vonatok állnak meg. Bánrévénél a deltavágányt – ismeretlen okból – megszüntették.
A vonal teherforgalmat is bonyolít: Kazincbarcikára a BorsodChem üzemhez továbbítják vasúton a nyersanyagokat. Ózdra pedig az Ózdi Acélművek egyik utódjához érkezik naponta vasúton a fém hulladék.

## Galéria

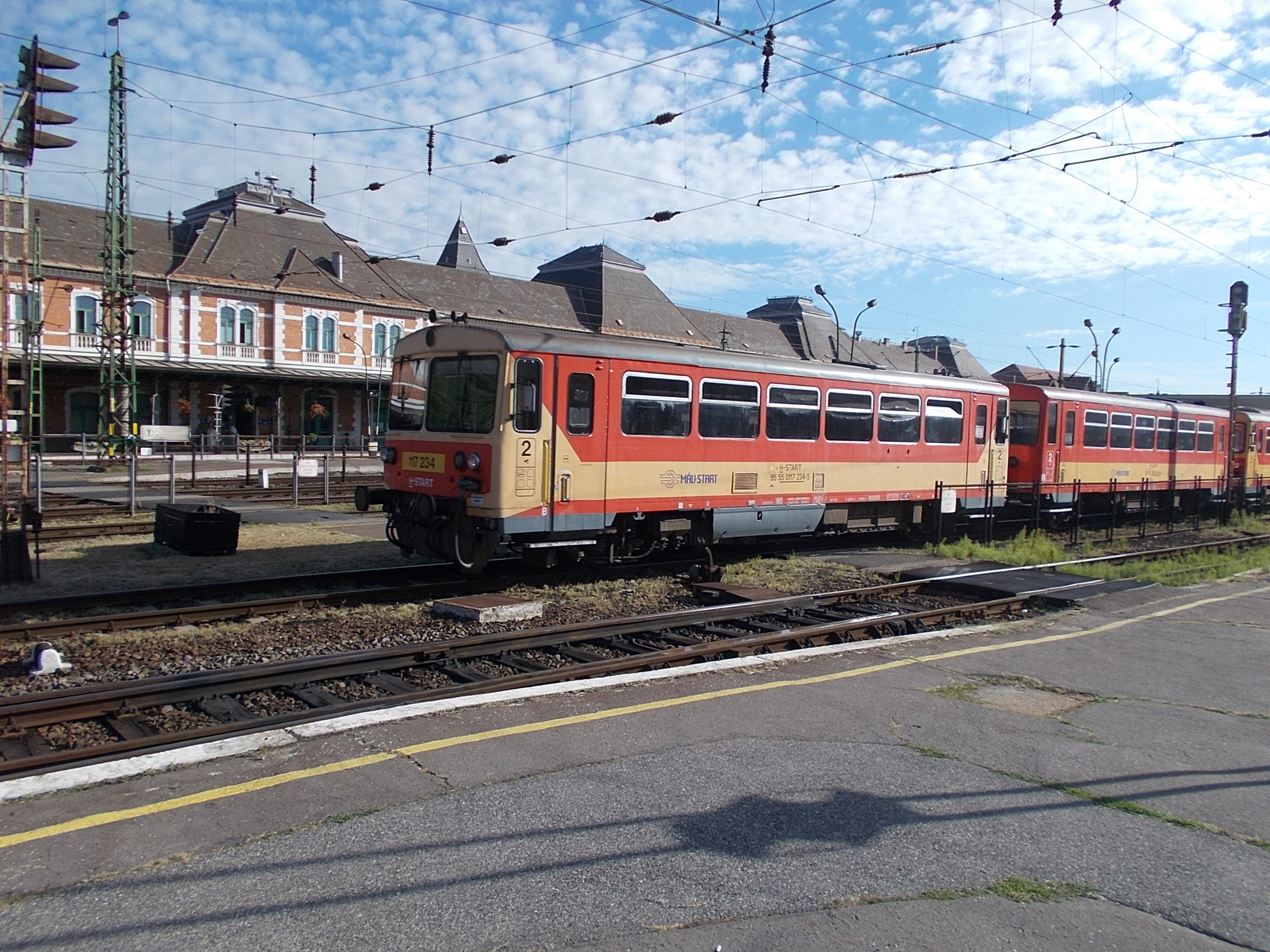
Ózdra induló személyvonat a Tiszai pályaudvaron (2020. augusztus)
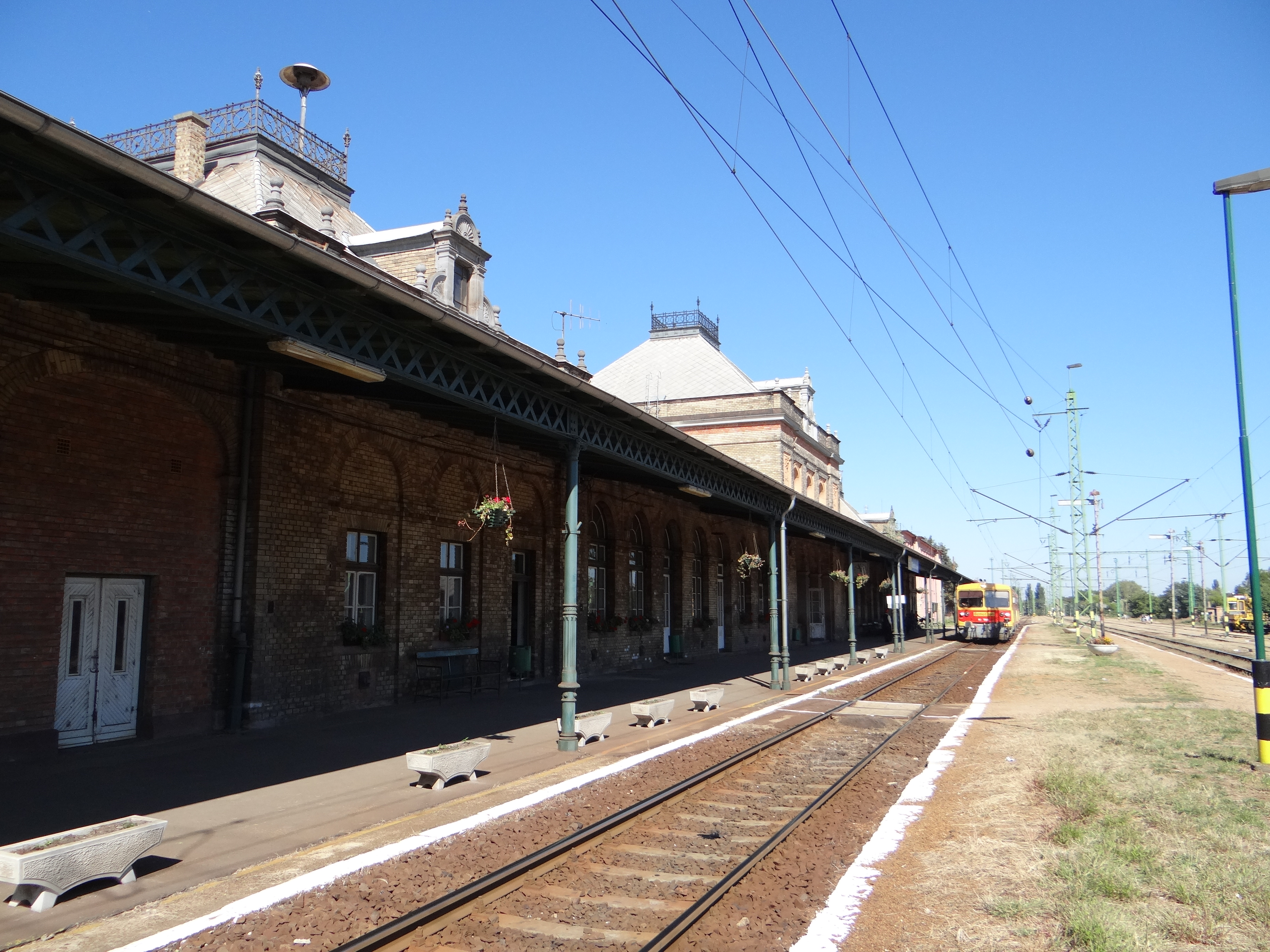
Gömöri pályaudvar (2013. szeptember)
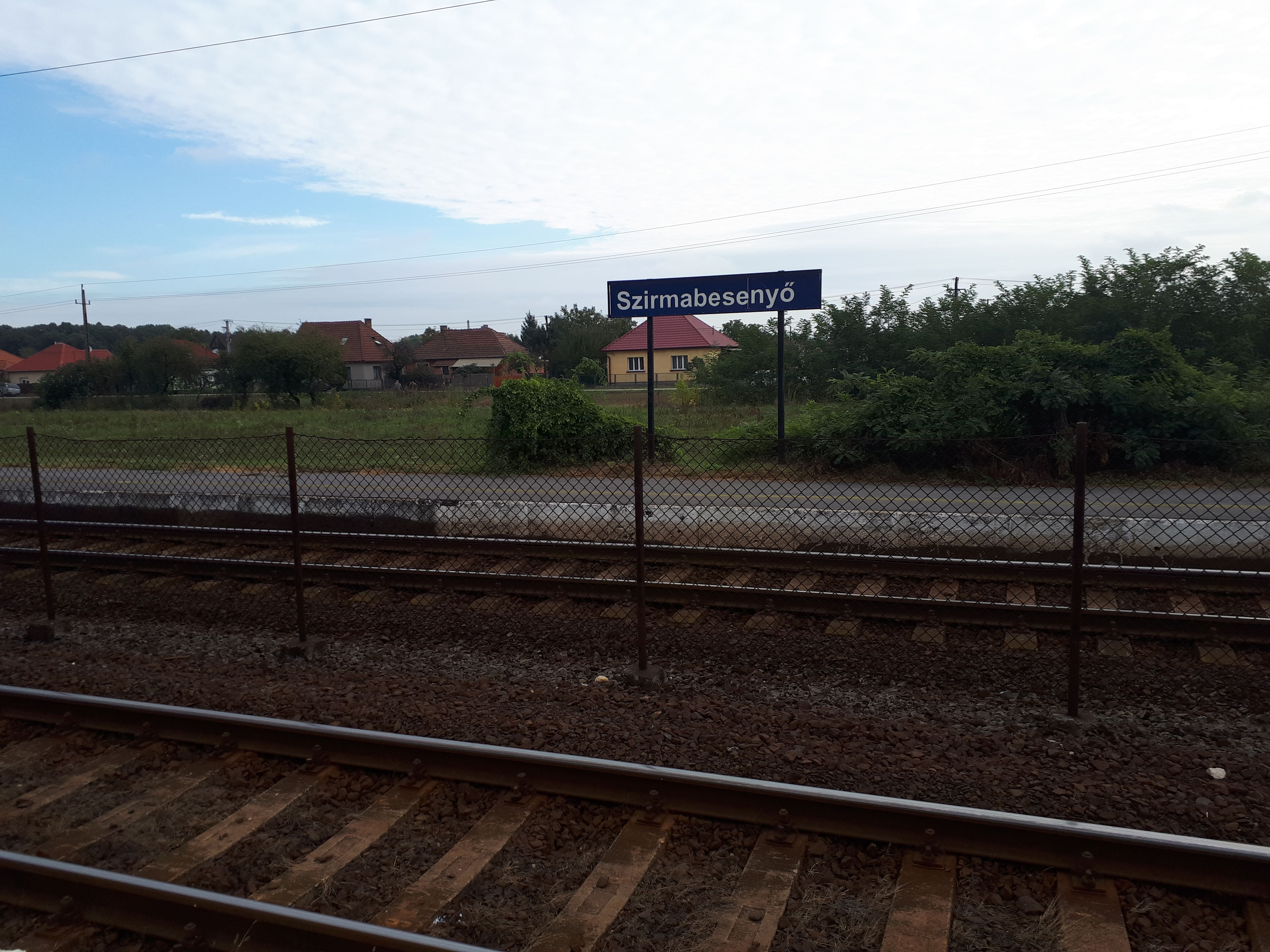
Szirmabesenyő megállóhely (2018)
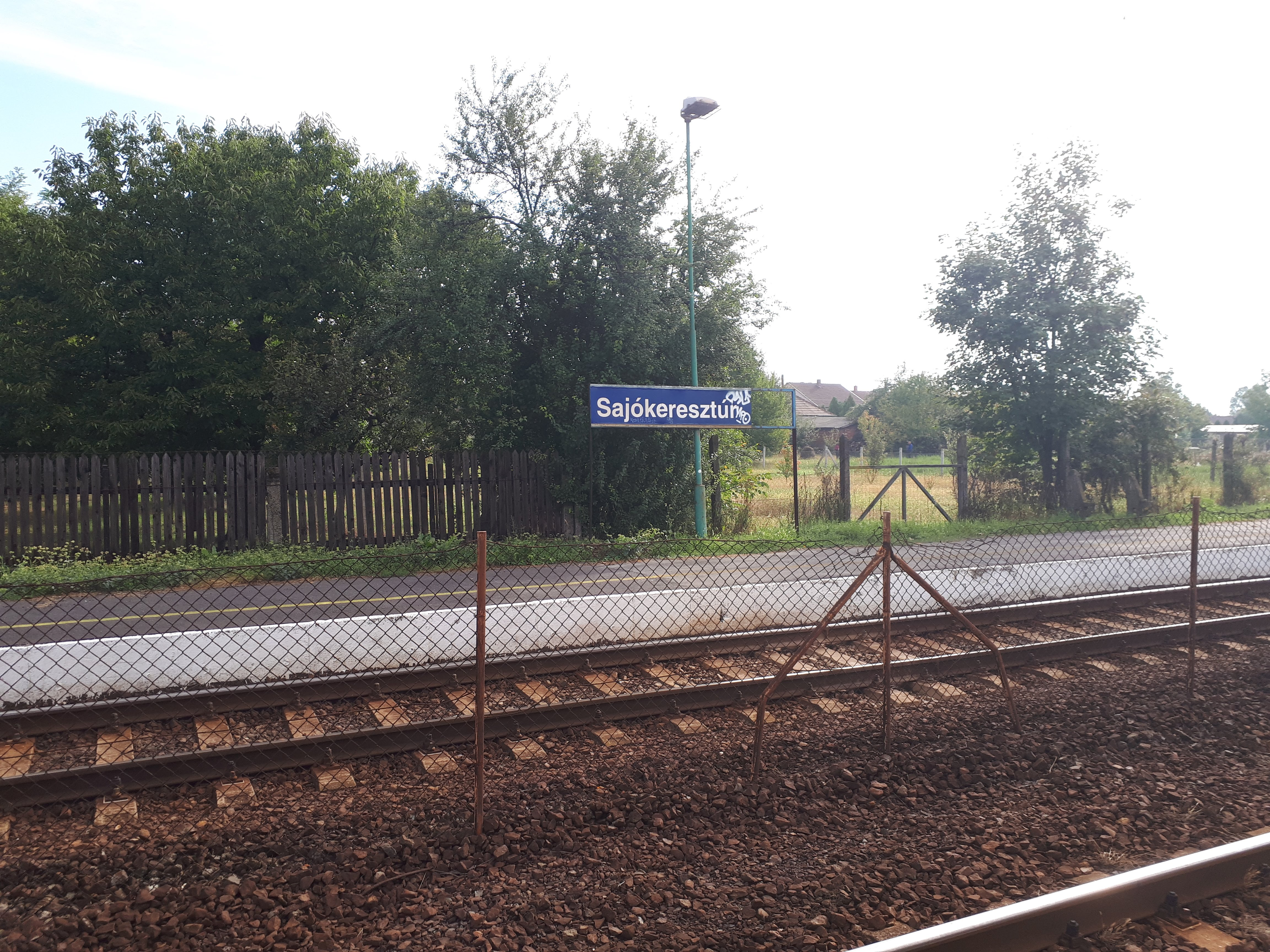
Sajókeresztúr megállóhely (2018)
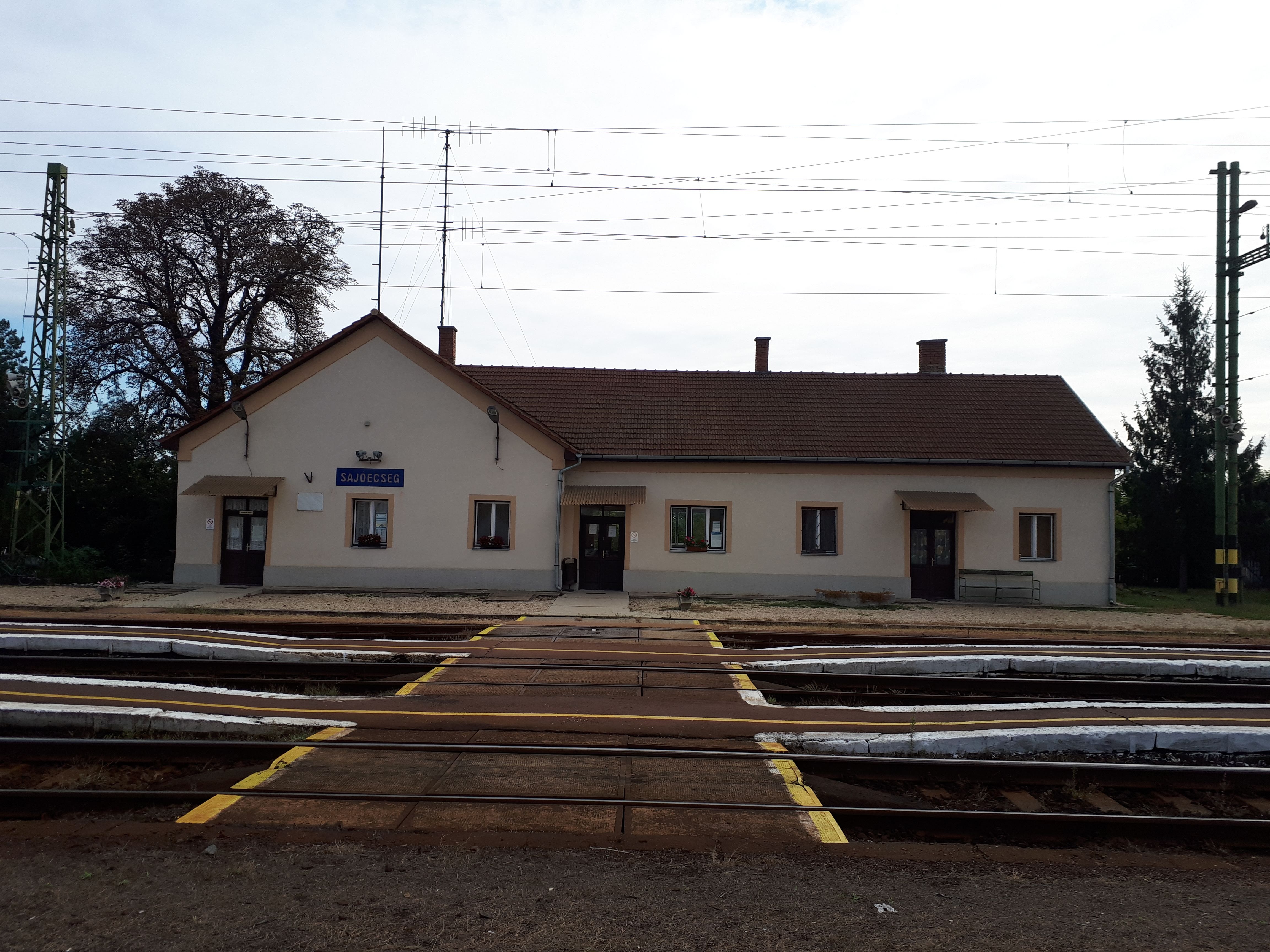
Sajóecseg vasútállomás (2018)
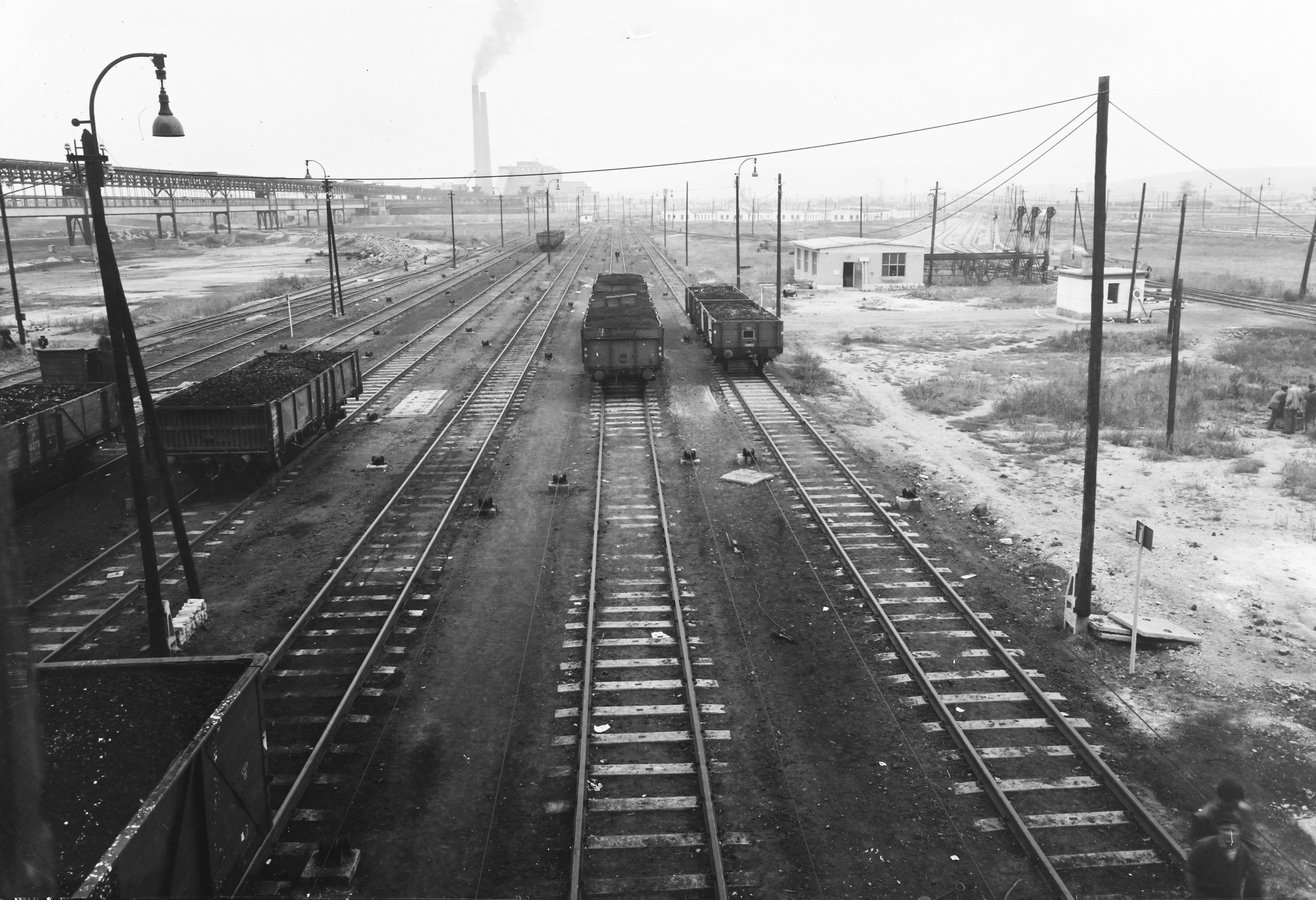
Kazincbarcika vasútállomás (1955)
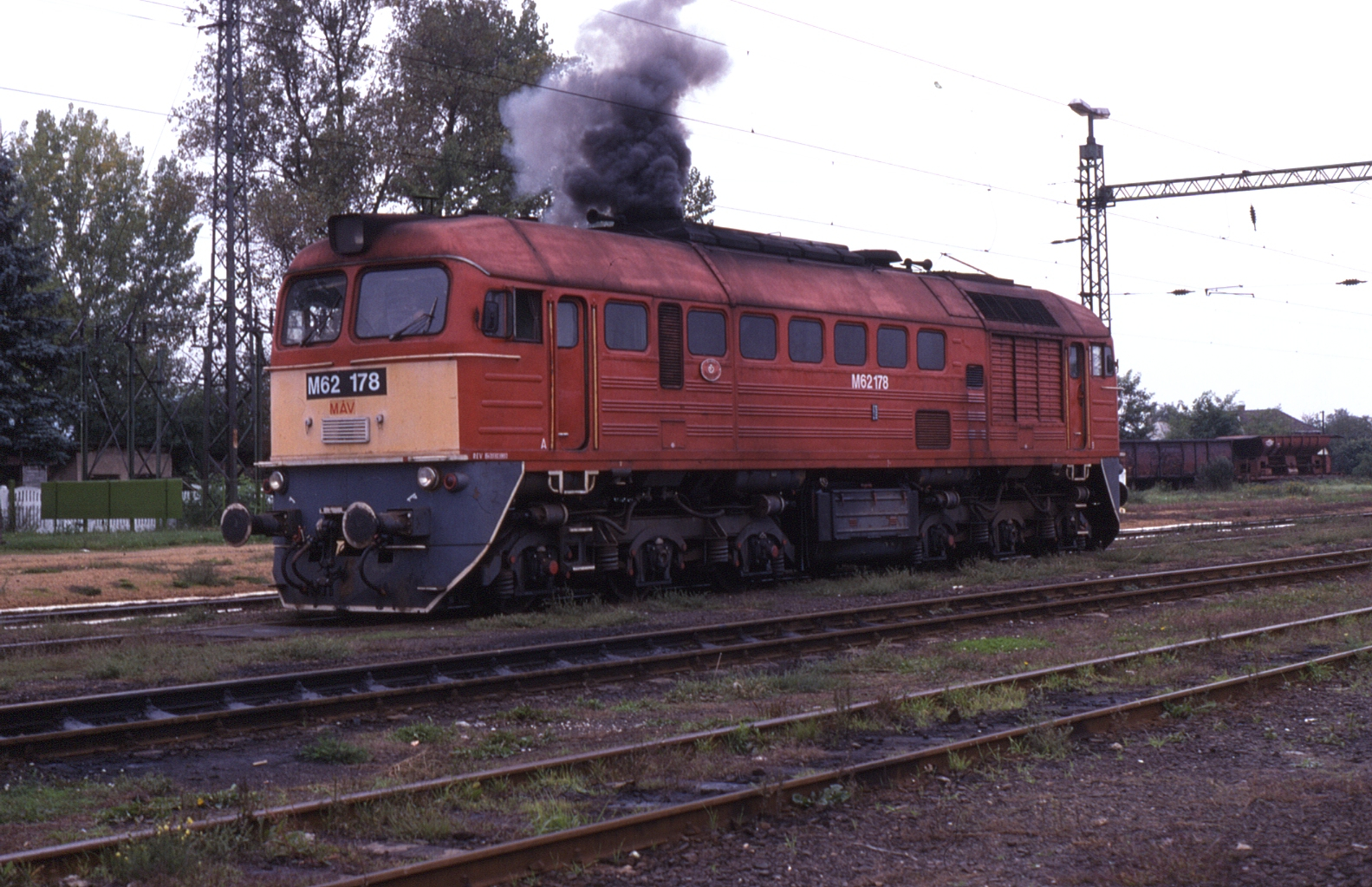
MÁV M62 sorozat Kazincbarcika vasútállomáson (1996)
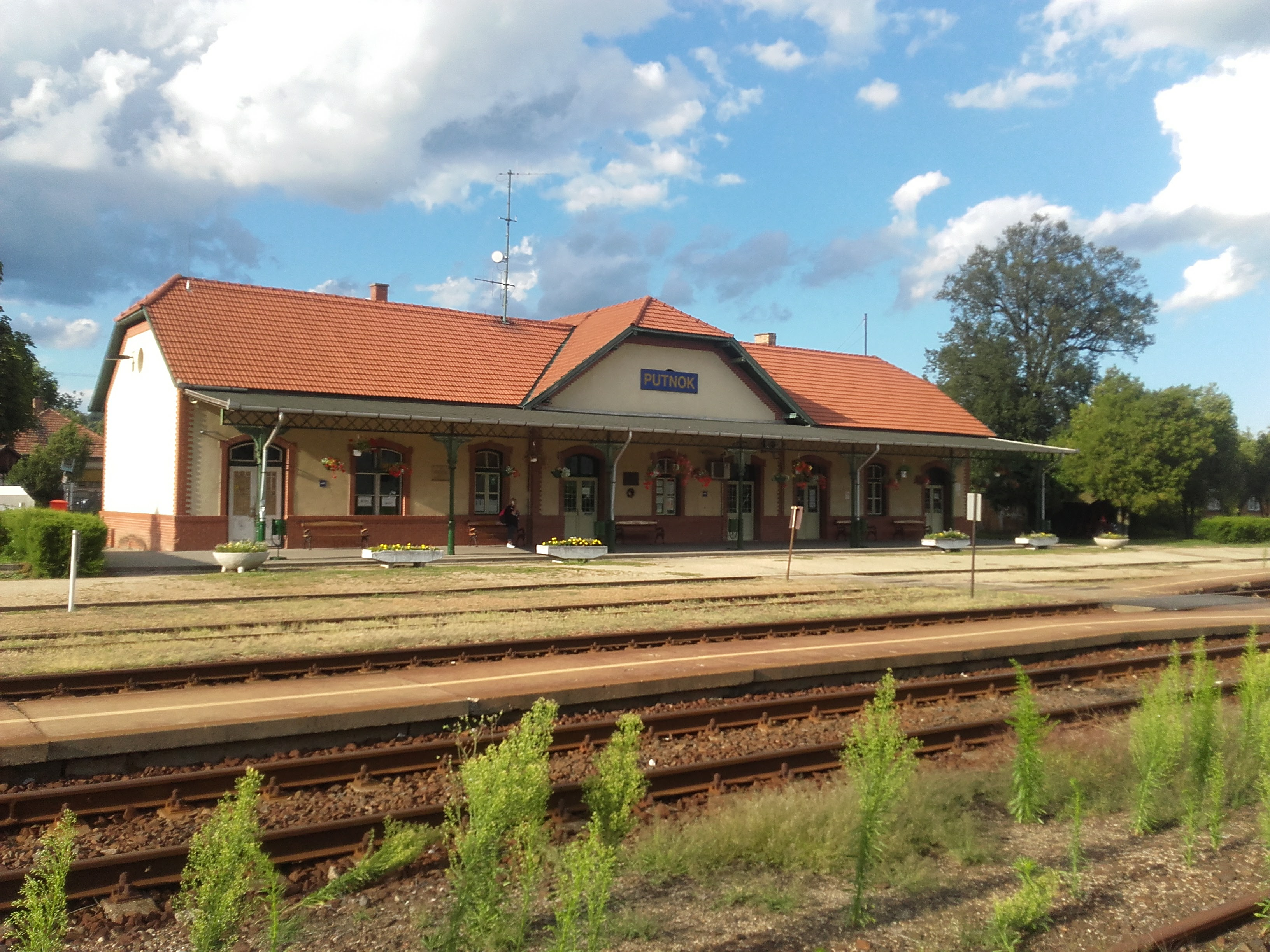
Putnok vasútállomás (2017)
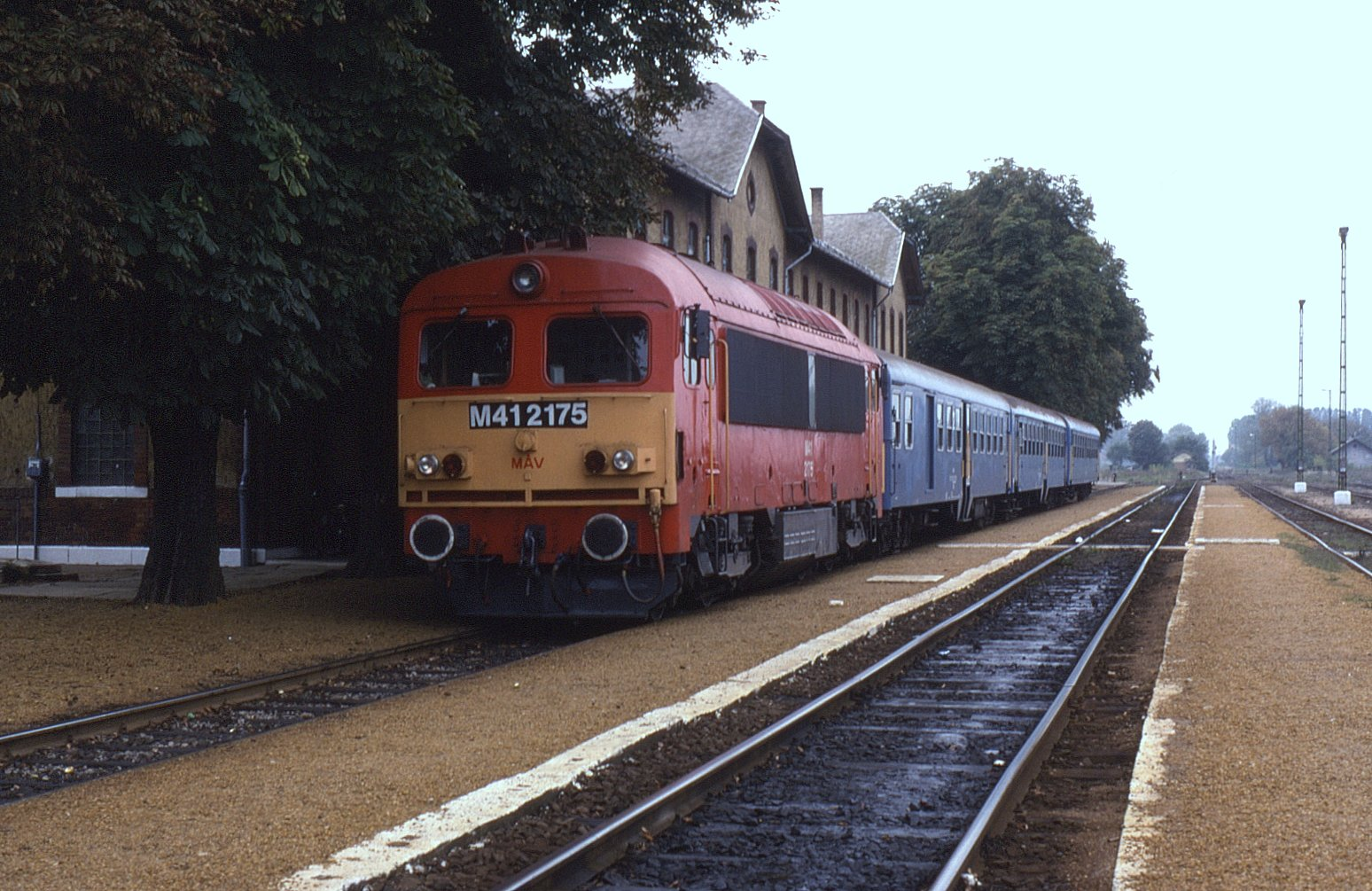
Személyvonat Bánréve vasútállomáson (1996)
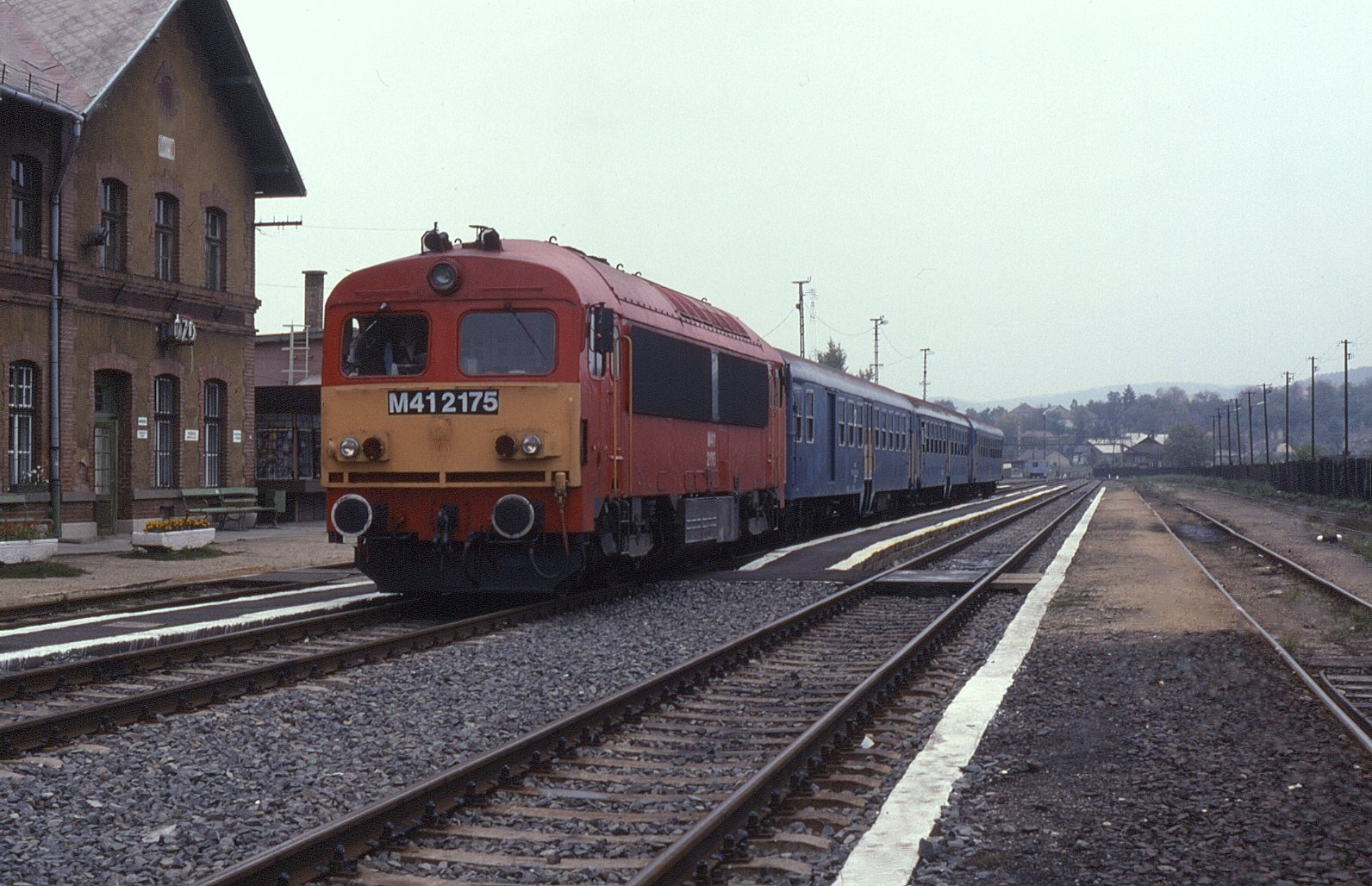
Személyvonat Ózd vasútállomáson (1996)